# Vereniging van Surinaamse Melkboeren
De Vereniging van Surinaamse Melkboeren (VSMB) is een Surinaamse organisatie.
De VSMB behartigt de belangen van de melkboeren in Suriname en werkt hierin samen met andere belanghebbenden, zoals de Veehoudersbond Suriname, in gesprekken met onder meer het Ministerie en de Melkcentrale. Ze is een van de partijen die door het ministerie wordt gevraagd een bestuurslid aan te dragen voor het Agrarisch Kredietfonds (AKF).
Een terugkerend onderwerp is de opkoopprijs van melk. Om import van veeziekten te voorkomen wil de vereniging dat de import van slachtvee uit het buitenland tot een minimum beperkt blijft.